# Anna Bosch i Pareras
Anna Bosch i Pareras (el Figueró, Vallès Oriental, 20 de desembre de 1950 - el Figueró, Vallès Oriental, 6 de gener de 2009) fou una política i activista catalana. Fou alcaldessa de Mollet del Vallès (1979-1983), encapçalant la llista municipal del Partit Socialista Unificat de Catalunya (PSUC), essent aleshores l'alcaldessa que estava al capdavant del municipi més gran de tot l'Estat espanyol.
Nascuda al Figueró, va començar a treballar als 14 anys a la indústria tèxtil, on va començar a vincular-se amb el moviment sindical de Comissions Obreres. Va iniciar la seva militància política al Partit Socialista d'Alliberament Nacional (PSAN) el 1970 i, després de casar-se el desembre de 1972 i traslladar-se a viure a Mollet del Vallès, ingressà a les files del PSUC.
Entre 1973 i 1979 encapçalà la tasca d'organització del PSUC al Vallès Oriental, i posteriorment fou nomenada responsable política del Comitè Local de Mollet, responsable del Comitè Comarcal del Vallès Oriental i el 1977 membre del Comitè Central del PSUC. Va presentar-se com a cap de llista de la candidatura municipal del PSUC en les eleccions municipals de 1979, celebrades el 3 d'abril. Fou la llista més votada amb 5183 vots (37,44% del cens), obtenint-ne 9 regidors i el 19 d'abril de 1979 fou escollida alcaldessa de Mollet del Vallès, presidint un govern de coalició del PSUC, el PSC i CDC.
Durant la seva alcaldia, va gestionar-se el canvi de nom del carrers, la regulació fiscal del municipi, així com l'inici de la política social i cultural local amb la construcció nous equipaments i serveis. Per exemple, van crear-se una nova escola al barri de Lourdes, s'inaugurà els serveis d'assistència social i sanitària de l'Ajuntament, es reformà el Parc de Can Mulà i es construí el Parc del Cementiri i el d'era del Sindicat (1983) i el gener de 1981 començarem les emissions de Radio Mollet, També va revisar-se i aprovar-se el Pla general d'Ordenació Urbana (1981) i l'any següent s'inauguraren casals d'avis a Can Pantiquet, al Parc de l'Estació del Nord i al Parc de la Plana Lledó, així com la celebració del primer casament civil. L'any 1983 el municipi passà a dir-se oficialment Mollet del Vallès. Desenganyada de la política institucional, no va presentar-se a la reelecció en les eleccions municipals de 1983 i dimití de tots els càrrecs oficials dins del partit.
Va reincorporar-se a la seva feina com a caixera de la Caixa de Sabadell a Santa Perpètua de Mogoda i l'any 1984 fou escollida delegada sindical de CCOO. Allunyada de la política, va participar en diferents moviments ecologistes i feministes: organització de la primera Iniciativa Legislativa Popular en favor del tancament de les centrals nuclears, fundació de l'associació Acció Ecologista, i també l'impuls de l'audiència pública Barcelona estalvia energia. Per altra banda, va llicenciar-se en Geografia i Història a la UAB, va cursar el màster d'Estudis de les Dones de la UB i formava part del col·lectiu ecofeminista Les Petres i del grup Dones i Treballs de Ca la Dona. Durant els últims anys formà part del grup assessor de l'Institut Català de les Dones del primer govern tripartit de la Generalitat de Catalunya.
Greument malalta des de l'any 1988, morí la nit de Reis del 2009. Com a homenatge pòstum, el seu poble natal, el Figueró, va inaugurar una plaça amb el seu nom el 27 de març de 2011.